# Justin Watson
Justin Watson (Bridgeville, 4 aprile 1996) è un giocatore di football americano statunitense che milita nel ruolo di wide receiver per gli Houston Texans della National Football League (NFL).

## Carriera

### Tampa Bay Buccaneers
Watson fu scelto dai Tampa Bay Buccaneers nel corso del quinto giro (144º assoluto) del Draft NFL 2018. Debuttò nella NFL il 30 settembre 2018 contro i Chicago Bears. Ricevette il suo primo passaggio da 5 yard il 29 ottobre 2018 nella sconfitta per 37-34 contro i Cincinnati Bengals. L'8 dicembre 2019 segnò il suo primo touchdown, su passaggio da 17 yard del Jameis Winston.
Nella settimana 10 della stagione 2020 contro i Carolina Panthers, Watson mise a segno un sack sul punter Joseph Charlton su una finta di punt nella vittoria per 46–23. Divenne così il primo giocatore offensivo della storia dei Buccaneers a fare registrare un sack. A fine stagione vinse il Super Bowl LV senza però scendere in campo nella finalissima

### Kansas City Chiefs
Il 4 febbraio 2022 Watson firmò con i Kansas City Chiefs. Il 12 febbraio 2023 nel Super Bowl LVII vinto contro i Philadelphia Eagles per 38-35, ricevette 2 passaggi per 18 yard da Patrick Mahomes, conquistando il suo secondo titolo.

### Houston Texans
L'11 marzo 2025 Watson firmò con gli Houston Texans.

## Palmarès
- Super Bowl : 3

Tampa Bay Buccaneers: LV
Kansas City Chiefs: LVII, LVIII
- National Football Conference Championship: 1

Tampa Bay Buccaneers: 2020
- American Football Conference Championship: 3

Kansas City Chiefs: 2022, 2023, 2024